# Bisfenol
Bisfenol is de triviale naam voor chemische verbindingen met twee (bis) hydroxyfenyl- (fenol)groepen. Een bisfenol is, formeel gezien, het condensatieproduct van fenol of een fenolderivaat zoals cresol, met een ander reagens in een molverhouding van 2 op 1. Een of meerdere hoofdletters na het woord bisfenol duidt dit tweede reagens of het fenolderivaat aan.
Bij de meeste bisfenolen is het tweede reagens een carbonylverbinding: een aldehyde zoals formaldehyde voor bisfenol F, of een keton zoals aceton voor Bisfenol A. In deze bisfenolen zijn de twee hydroxyfenylgroepen verbonden door een koolstofatoom, dat nog maximaal twee andere functionele groepen kan dragen. Ze zijn dus verbindingen met een bis(hydroxyfenyl)methaanstructuur. De twee hydroxylgroepen staan gewoonlijk het verst van het centrale koolstofatoom, dit is in de para-positie (positie 4), maar ook andere posities zijn mogelijk.
Bijzonder van belang is bisfenol A, dat het condensatieproduct is van 2 mol fenol met 1 mol aceton. Bisfenol A (met de A van aceton) is veruit de meest geproduceerde bisfenol. Het wordt op grote schaal gebruikt voor de productie van polycarbonaat en epoxyharsen. Voor sommige harsen gebruikt men ook bisfenol B (met de B van butanon) of bisfenol F (met de F van formaldehyde).
Bisfenol S, met de S van "sulfur" (zwavel), heeft een centraal zwavelatoom in plaats van het koolstofatoom. Hiervoor gebruikt men zwavelzuur als reagens.
Bisfenol P en M zijn bisfenolen met een centrale benzeenring die met de hydroxyfenylgroepen verbonden is via twee alkylgroepen in respectievelijk de para- en meta-positie.
De meeste bisfenolen zijn hormoonverstorende stoffen.

## Overzicht
| Structuurformule | Naam         | CAS-nummer  | Reagentia (ten dele formeel) | Reagentia (ten dele formeel) | Systematische naam                                         |
| ---------------- | ------------ | ----------- | ---------------------------- | ---------------------------- | ---------------------------------------------------------- |
| Bisfenol A       | Bisfenol A   | 80-05-7     | Fenol                        | Aceton                       | 2,2-bis(4-hydroxyfenyl)propaan                             |
| Bisfenol AP      | Bisfenol AP  | 1571-75-1   | Fenol                        | Acetofenon                   | 1,1-bis(4-hydroxyfenyl)-1-fenyl-ethaan                     |
| Bisfenol AF      | Bisfenol AF  | 1478-61-1   | Fenol                        | Hexafluoraceton              | 2,2-bis(4-hydroxyfenyl)hexafluorpropaan                    |
| Bisfenol B       | Bisfenol B   | 77-40-7     | Fenol                        | Butanon                      | 2,2-bis(4-hydroxyfenyl)butaan                              |
| Bisfenol BP      | Bisfenol BP  | 1844-01-5   | Fenol                        | Benzofenon                   | Bis-(4-hydroxyfenyl)difenylmethaan                         |
| Bisfenol C       | Bisfenol C   | 79-97-0     | Orthocresol                  | Aceton                       | 2,2-bis(3-methyl-4-hydroxyfenyl)propaan                    |
| Bisfenol CII     | Bisfenol C2  | 14868-03-2  | Fenol                        | Dichloorketeen               | Bis(4-hydroxyfenyl)-2,2-dichloorethyleen                   |
| Bisfenol E       | Bisfenol E   |             | Fenol                        | Aceetaldehyde                | 1,1-bis(4-hydroxyfenyl)ethaan                              |
| Bisfenol F       | Bisfenol F   | 87139-40-0  | Fenol                        | Formaldehyde                 | Bis(4-hydroxyfenyl)methaan                                 |
| Bisfenol G       | Bisfenol G   | 127-54-8    | 2-isopropylfenol             | Aceton                       | 2,2-bis(4-hydroxy-3-isopropyl-fenyl)propaan                |
| Bisfenol M       | Bisfenol M   | 13595-25-0  |                              |                              | 1,3-bis(2-(4-hydroxyfenyl)-2-propyl)benzeen                |
| Bisfenol S       | Bisfenol S   | 80-09-1     | Fenol                        | Zwaveltrioxide               | Bis(4-hydroxyfenyl)sulfon                                  |
| Bisfenol P       | Bisfenol P   | 2167-51-3   |                              |                              | 1,4-bis(2-(4-hydroxyfenyl)-2-propyl)benzeen                |
| Bisfenol PH      | Bisfenol PH  | 24038-68-4  | 2-fenylfenol                 | Aceton                       | 5,5’-(1-methylethylideen)-bis[1,1’-(bisfenyl)-2-ol]propaan |
| Bisfenol TMC     | Bisfenol TMC | 129188-99-4 | Fenol                        | 3,3,5-Trimethylcyclohexanon  | 1,1-bis(4-hydroyfenyl)-3,3,5-trimethylcyclohexaan          |
| Bisfenol Z       | Bisfenol Z   | 843-55-0    | Fenol                        | Cyclohexanon                 | 1,1-bis(4-hydroxyfenyl)cyclohexaan                         |